# Nikolaj Gerbel

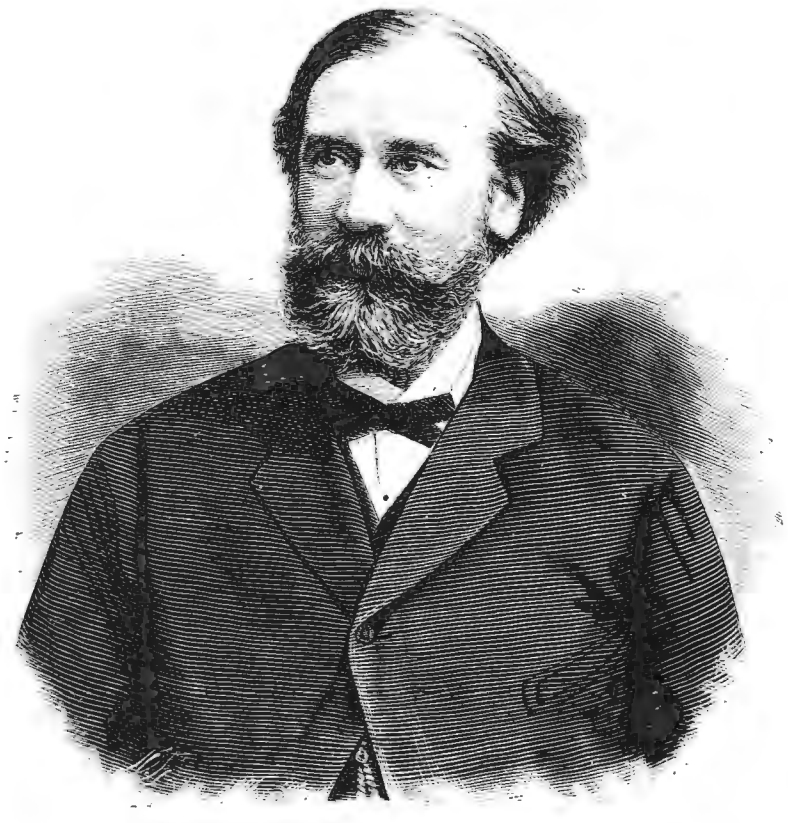
Nikolaj Gerbel.

Nikolaj Vasiljevitj Gerbel (ryska: Николай Васильевич Гербель), född 8 december (gamla stilen: 26 november) 1827 i Tver, död 20 mars (gamla stilen: 8 mars) 1883 i Sankt Petersburg, var en rysk poet.
Gerbel deltog efter militärstudier i ungerska fälttåget, men övergick till litterär verksamhet som poetisk översättare och utgivare av antologier: tolkningar av Friedrich Schiller, Johann Wolfgang von Goethe, George Gordon Byron och William Shakespeare samt urval av tyska, engelska och slaviska skaldestycken. Förutom en rysk antologi, "Russkie poety", omarbetade han i modern form det fornryska Igorkvädet (1854; tredje upplagan 1876). Gerbels dikter utgavs 1858 under titeln Otyoloski (Genljud) och i samlad upplaga 1882.